# Ісікава Гоемон
Гоемон Ісікава (яп. 石川 五 右衛門, 24 серпня 1558 — 8 жовтня 1594) — напівлегендарний японський бандит і народний герой, що жив у період Азучі-Момояма. За легендою йому нібито було зварено живцем разом з сином за невдалу спробу вбити Тойотомі Хідейосі (звідси залізний ковш у характерній формі називається з японської «goemonburo» — «ванна Гоемона»). Його легенда живе і донині, і як частина японської популярної культури, вона постійно збагачується новими подробицями.

## Біографія
Існує небагато історичних джерел про життя Гоемона. Перша згадка про нього випливає з літописів, що описують біографію Хідейоші — Гоемон з'являється в них як звичайний злодій. Коли його легенда стала популярною, йому почали приписувати риси повстанця проти авторитарної влади сьогунів, включаючи спробу вбивства Оди Нобунаґи.
Є багато версій про походження Гоемона. За однією з них, він народився в 1558 році як Кураношин Санада в сім'ї самураїв, які були підпорядковані могутньому клану Мійосі в провінції Іга. У 1573 році його батько був убитий жителями Сігону Асікага (за деякими версіями, його мати тоді теж загинула). 15-річний Санада поклявся помститися і почав тренувати ніндзюцу під керівництвом майстра Сандаю Момоті. Але він повинен був втекти, коли майстер дізнався про його роман з однією зі служанок.
Згідно з іншою версією легенди, його ім'ям було Горокідзю, він походив з провінції Каваті, і він був утікачем ніндзя. Пізніше він переїхав до сусідньої провінції Кансай, де, використовуючи ім'я Гоемон Ісікава очолив банду грабіжників, яка лютувала навколо. Розбійники повинні були атакувати багатих і підтримувати місцевих селян.
Згідно ще з однією версією цієї історії, Гоемону довелося відкрити свою школу ніндзя для боротьби з пограбуваннями.
Вони також дуже суперечливі повідомлення щодо його страти, яка проходив біля головних воріт буддійського храму Нанзен-дзі в Кіото. Кара був накладена за нібито спробу Гоемоном убити Хідейосі як помсту за смерть його дружини і викрадання його сина Гобея або тому, що Хідейосі був деспотом.
Гоемона кинули в котел з кип'ятком разом з його сином. Гоемон намагався тримати сина над головою, і коли вже не міг утримати його, то швидко потонув, щоб полегшити синові страждання. В іншому варіанті його син був витягнутий з ванни і був помилуваний.
Перед тим, як він помер, Гоемон написав вірш, що, незалежно від усіх злодіянь, буде існувати завжди.

## Гоемон у культурі
У сучасній популярній культурі Гоемона зображують або як молодого і стрункого ніндзя, або сильного та незграбного японського бандита.
Гоемон є героєм у традиційному японському театрі кабукі.
Гоемон — титулярний образ у довготривалій серії відеоігор компанії Konami Ganbare Goemon, а також телевізійного аніме-серіалу на її основі.
Він головний герой роману Томойошсі Мураями (1901—1977), «Синобі но мано», екранізованого в 1960-х роках, з Райдзо Ітікавою (1931—1969) у головній ролі, який грає Ісікаву.
Також головний героєм історичного бойовика 2009 року Гоемон, де Гоемон виступає як вихованець Оди Нобунаґи, учень великого ніндзя Хатторі Хандзо і друг Кірігакуре Сайдзо. Він злодій, улюбленець бідноти та жінок.